# Pat Falloon
Patrick J. „Pat“ Falloon (* 22. September 1972 in Foxwarren, Manitoba) ist ein ehemaliger kanadischer Eishockeyspieler, der im Verlauf seiner aktiven Karriere zwischen 1988 und 2001 unter anderem 641 Spiele für die San Jose Sharks, Philadelphia Flyers, Ottawa Senators, Edmonton Oilers und Pittsburgh Penguins in der National Hockey League auf der Position des rechten Flügelstürmers bestritten hat. Falloon war im NHL Entry Draft 1991 an zweiter Gesamtposition ausgewählt worden und die erste Draftwahl der Franchise-Geschichte der San Jose Sharks.

## Karriere
Falloon begann seine Karriere bei den Spokane Chiefs in der Western Hockey League (WHL). Dort spielte er insgesamt drei Jahre und steigerte seine Offensivproduktion jährlich. Unter Falloons Führung gewann das Team in der Saison 1990/91 die Meisterschaft der WHL, den President’s Cup, und im Anschluss den Memorial Cup, wo Falloon mit der Stafford Smythe Memorial Trophy für den Most Valuable Player des gesamten Turnieres ausgezeichnet wurde. Im folgenden NHL Entry Draft wurde der Kanadier in der ersten Runde an zweiter Position, direkt hinter Eric Lindros, von den San Jose Sharks ausgewählt. Falloon war damit der erste Draft-Pick in der Franchise-Geschichte der Sharks.
Gleich zu Beginn der Saison 1991/92 ergatterte Falloon als Rookie einen Platz im Kader des neu gegründeten Teams aus Kalifornien. Mit 59 Punkten aus 79 Spielen erfüllte er die an ihn gestellten Erwartungen des Managements ohne Weiteres und beendete die Saison als punktbester Spieler des gesamten Teams. Falloons Punktausbeute in seiner ersten Saison ist heute immer noch ein gültiger Franchise-Rekord, an dem sich Rookies der Sharks bisher die Zähne ausgebissen haben. Seine hervorragende Saisonleistung bescherte ihm zudem einen Platz im Kader der kanadischen Nationalmannschaft für die Weltmeisterschaft 1992. In den folgenden drei Spielzeiten, die Falloon allesamt in San Jose verbrachte, konnte er jedoch nur einmal an seine Leistungen aus der ersten Saison anknüpfen. Nachdem Falloon in seine fünfte Saison mit den Sharks gegangen war und abermals unterdurchschnittlich agierte, war das Management mit seiner Geduld am Ende. Da sich das Team in seiner Gesamtheit stark verbessert hatte und man nicht mehr von Falloons Leistungen abhängig war, gab man ihn am 16. November 1995 zu den Philadelphia Flyers ab. Im Gegenzug erhielt San Jose Martin Špaňhel sowie einen Erstrunden- und einen Viertrunden-Pick im NHL Entry Draft 1996.
Auch in Philadelphia ereilte Falloon das gleich Schicksal wie zuvor bei den Sharks. Nach einer ansprechenden ersten Saison mit den Flyers, in der der Kanadier des Öfteren sein Potential aufblitzen ließ, erging es ihm in den beiden folgenden Spielzeiten ähnlich wie in Kalifornien. Nach nur 23 Punkten aus 52 Spielen in der Saison 1996/97 und gerade einmal zwölf Punkten in den ersten 30 Spielen der Saison 1997/98 schickten ihn die Flyers am 17. Januar 1998 zusammen mit Václav Prospal und einem Zweitrunden-Pick im NHL Entry Draft 1998 zu den Ottawa Senators. Im Gegenzug wechselte Alexandre Daigle, der erste Pick des 1993er Drafts, nach Philadelphia.
In Ottawa wurde Falloon ebenfalls nicht glücklich und nach nur einem halben Jahr löste man den Vertrag in beiderseitigem Einvernehmen auf. Als Free Agent unterschrieb er vor der Saison 1998/99 einen Vertrag bei den Edmonton Oilers. Da Falloon wieder nicht in der Lage war zwei aufeinanderfolgend starke Spielzeiten zu absolvieren, setzten ihn die Oilers während der Saison 1999/2000 erstmals in seiner Karriere auf die Waiver-Liste, wo ihn die Pittsburgh Penguins auswählten. Wie bei seinen vorherigen Vereinen gelang es Falloon auch hier nicht sein Potential umzusetzen. So wechselte er zur Saison 2000/01 für ein Jahr nach Europa zum HC Davos in die Schweiz, wo er erstmals seit langem mit seiner Leistung überzeugen konnte.
Seine Karriere ließ Falloon in seiner Heimat unter anderem in der Manitoba Senior League ausklingen und verhalf den Ile-des-Chenes North Stars im Jahr 2003 zum Gewinn des Allan Cup.

## Erfolge und Auszeichnungen
| - 1989 WHL West Second All-Star Team - 1991 President’s-Cup-Gewinn mit den Spokane Chiefs - 1991 Brad Hornung Trophy - 1991 Memorial-Cup-Gewinn mit den Spokane Chiefs - 1991 Stafford Smythe Memorial Trophy | - 1991 Memorial Cup All-Star Team - 1991 WHL West First All-Star Team - 1991 CHL Sportsman of the Year - 2000 Spengler-Cup-Gewinn mit dem HC Davos - 2003 Allan-Cup-Gewinn mit den Île-des-Chênes North Stars |

### International
- 1991 Goldmedaille bei der Junioren-Weltmeisterschaft

## Karrierestatistik

### International
Vertrat Kanada bei:
- Junioren-Weltmeisterschaft 1991
- Weltmeisterschaft 1992

(Legende zur Spielerstatistik: Sp oder GP = absolvierte Spiele; T oder G = erzielte Tore; V oder A = erzielte Assists; Pkt oder Pts = erzielte Scorerpunkte; SM oder PIM = erhaltene Strafminuten; +/− = Plus/Minus-Bilanz; PP = erzielte Überzahltore; SH = erzielte Unterzahltore; GW = erzielte Siegtore; 1 Play-downs/Relegation; Kursiv: Statistik nicht vollständig)